# Sassariente
Sassariente – szczyt w Alpach Lepontyńskich, części Alp Zachodnich. Leży w Szwajcarii w kantonie Ticino, blisko granicy z Włochami. Należy do podgrupy Alpy Ticino i Verbano.